# Columbia (Kentucky)
Columbia é uma cidade localizada no estado americano de Kentucky, no Condado de Adair.

## Demografia
Segundo o censo americano de 2000, a sua população era de 4014 habitantes.
Em 2006, foi estimada uma população de 4192, um aumento de 178 (4.4%).

## Geografia
De acordo com o United States Census Bureau tem uma área de
8,9 km², dos quais 8,9 km² cobertos por terra e 0,0 km² cobertos por água. Columbia localiza-se a aproximadamente 272 m acima do nível do mar.

## Localidades na vizinhança
O diagrama seguinte representa as localidades num raio de 32 km ao redor de Columbia.